# Der Hahn und die Perle

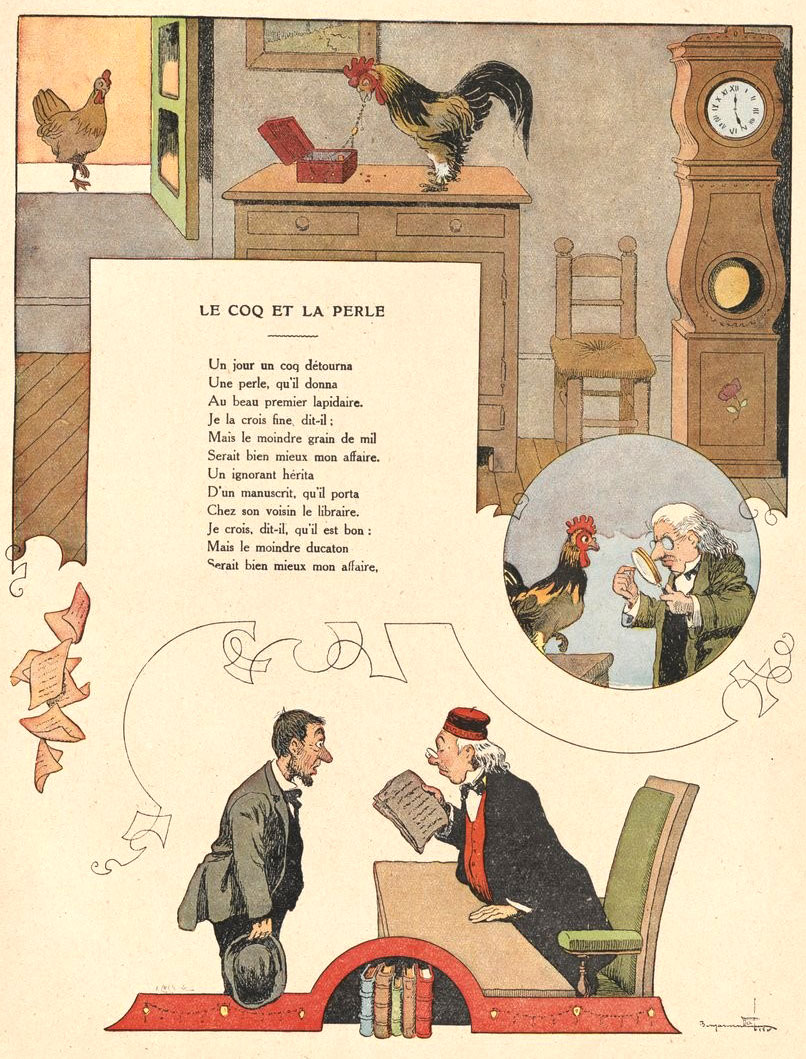
Le Coq et la Perle - Illustration von Benjamin Rabier

Der Hahn und die Perle (franz. Le Coq et la Perle) ist die 20. Fabel im ersten Buch der Fabelsammlung von Jean de La Fontaine. Er bedient sich einer Vorlage bei Phaedrus, in dessen lateinischer Fabel ein Hahn etwas zu fressen sucht und dabei eine Perle aus dem Mist scharrt. Der Hahn sagt dann zu der Perle, dass sie ihm nichts nütze, genauso wie er ihr nichts nütze. Phaedrus fügt abschließend hinzu, das Gleiche gilt auch von den Lesern, die ihn nicht verstehen.
Doch La Fontaines Hahn trägt stracks die Perle zu einem Juwelier und will ein Hirsekorn dafür und handelt genauso wie ein Dummkopf, der einen wertvollen Codex erbt, ihn zum Buchhändler trägt und froh ist, wenigstens einen kleinen Dukaten dafür zu bekommen. Der eigentliche Witz und die tiefere Ironie sind, dass der Hahn und der Dummkopf durch ihre vergleichsweise klugen Einfälle, ihre Unfähigkeit höhere Werte zu schätzen, erst recht enthüllen, ja, dass erst durch ihre Pfiffigkeit ihre Dummheit ans Licht kommt.
Das Motiv vom Tausch einer wertvollen Sache gegen eine minderwertigere findet sich auch im Märchen vom Hans im Glück.